# Epitola nigrovenata
Epitola nigrovenata är en fjärilsart som beskrevs av Jackson 1962. Epitola nigrovenata ingår i släktet Epitola och familjen juvelvingar. Inga underarter finns listade i Catalogue of Life.